# 정미초등학교
정미초등학교는 대한민국 충청남도 당진시 정미면 매방리에 있는 공립 초등학교이다.

## 학교 연혁
| 1924년 | 5월 12일 | 정미공립보통학교 개교                            |
| 1938년 | 4월 1일  | 정미공립심상소학교 개칭                          |
| 1941년 | 4월 1일  | 정미공립국민학교 개칭                            |
| 1948년 | 6월 1일  | 정미국민학교 개칭                                |
| 1984년 | 3월 16일 | 병설유치원 개원                                  |
| 1996년 | 3월 1일  | 정미초등학교 개칭                                |
| 2014년 | 2월 18일 | 87회 졸업(졸업생 5414명)                         |
| 2015년 | 3월 1일  | 초등(5학급), 초등특수(1학급), 유치원(1학급) 인가 |
| 2016년 | 2월 5일  | 제88회 졸업(졸업생 5417명)                       |
| 2016년 | 3월 1일  | 초등(6학급), 초등특수(1학급), 유치원(1학급) 인가 |
| 2017년 | 2월 10일 | 89회 졸업(졸업생 5422명)                         |
| 2017년 | 3월 1일  | 초등(6학급), 초등특수(1학급), 유치원(1학급) 인가 |
| 2018년 | 2월 9일  | 90회 졸업(졸업생 5426명)                         |
| 2018년 | 3월 1일  | 초등(6학급), 초등특수(1학급), 유치원(1학급) 인가 |

## 참고 자료
- 정미초등학교 - 한국교육학술정보원 학교알리미